# Anna Frenzel-Röhl
Anna Frenzel-Röhl (* 16. September 1981 in Crivitz) ist eine deutsche Schauspielerin und Illustratorin.

## Karriere
Anna Frenzel-Röhl spielte von 2000 bis 2002 bei Gute Zeiten, schlechte Zeiten die Rolle der Sandra Lemke, die danach von Maike von Bremen übernommen wurde. Außerdem veröffentlichte sie ein Wimmelbuch im Verlag von Walter Unterweger, dem Mann ihrer Cousine Henriette.

## Familie
Frenzel-Röhl ist die Tochter von Bärbel Röhl und die Schwester von Katja Frenzel. Die Schauspielerin Henriette Richter-Röhl ist ihre Cousine. 
Mit dem Schauspieler Gabriel Andrade hat sie ein gemeinsames Kind.